# رنس ۱۲۲۸۰
سیارک ۱۲۲۸۰ (به انگلیسی: 12280 Reims، نامگذاری:1990WS4) دوازده هزار و دویست و هشتادمین سیارک کشف شده‌است که در ۱۶ نوامبر ۱۹۹۰ کشف شد.
قدر مطلق سیارک برابر ۱۳٫۲ است.